# Thomas Enger
Thomas Enger (Oslo, 21 november 1973) is een Noors journalist en schrijver.

## Biografie
Enger voltooide een sportopleiding en werkte een jaar als sportdocent. Daarna volgde hij een opleiding journalistiek en ging hij schrijven voor de internetkrant Nettavisen.
Hij debuteerde met het populaire en goed gerecenseerde boek Skinndød (Schijndood). Dat boek werd genomineerd voor de eDunnit Award 2012 voor beste misdaad-e-book, uitgeloofd door CrimeFest, een Britse misdaadromanconventie. Het is het eerste deel uit een vijfdelige reeks over Henning Juul. De vertaalrechten van de serie zijn aan 17 landen verkocht.
Hij woont momenteel met zijn vrouw en twee kinderen in Oslo.

## Bestseller 60
| Boeken met noteringen in de Nederlandse Bestseller 60 | Jaar van verschijnen | Datum van binnenkomst | Hoogste positie | Aantal weken | Opmerkingen                         |
| ----------------------------------------------------- | -------------------- | --------------------- | --------------- | ------------ | ----------------------------------- |
| Rookgordijn                                           | 2021                 | 13-01-2021            | 47              | 1            | in samenwerking met Jørn Lier Horst |
| Slagzij                                               | 2022                 | 30-02-2022            | 26              | 1            | in samenwerking met Jørn Lier Horst |
| Stigma                                                | 2023                 | 10-05-2023            | 29              | 1            | in samenwerking met Jørn Lier Horst |
| Schuld                                                | 2024                 | 22-05-2024            | 31              | 1            | in samenwerking met Jørn Lier Horst |